# 34284 Seancampbell
34284 Seancampbell este o planetă minoră (asteroid), cu un diametru de 2,073 km, din centura de asteroizi. A fost descoperită pe 31 august 2000 la Experimental Test Site⁠(d) de Lincoln Near-Earth Asteroid Research. 
Obiectul prezintă o orbită caracterizată de o semiaxă mare de 2,2450276 UAi, o excentricitate de 0,13, o înclinație de 5,48689 ° în raport cu ecliptica.